# Danh sách giải thưởng và đề cử của Avril Lavigne
Đây là một danh sách chưa hoàn tất, và có thể sẽ không bao giờ thỏa mãn yêu cầu hoàn tất. Bạn có thể đóng góp bằng cách mở rộng nó bằng các thông tin đáng tin cậy.
Dưới đây là danh sách giải thưởng và đề cử của Avril Lavigne.Tổng cộng,cô có 167 giải thưởng đoạt giải và 286 giải thưởng đề cử.

## Giải AG Canadian Hair Cosmetics Awards
| Năm  | Đề cử / Tác phẩm | Giải thưởng                     | Kết quả   |
| ---- | ---------------- | ------------------------------- | --------- |
| 2008 | Avril Lavigne    | Favorite Canadian Musician Hair | Đoạt giải |
| 2010 | Avril Lavigne    | Favorite Canadian Musician Hair | Đoạt giải |

## Giải American Music Awards
| Năm  | Đề cử / Tác phẩm | Giải thưởng                     | Kết quả |
| ---- | ---------------- | ------------------------------- | ------- |
| 2003 | Avril Lavigne    | Favorite Pop/Rock Female Artist | Đề cử   |
| 2004 | Avril Lavigne    | Favorite Pop/Rock Female Artist | Đề cử   |
| 2007 | Avril Lavigne    | Favorite Pop/Rock Female Artist | Đề cử   |

## Giải ASCAP Film and Television Music Awards
| Năm  | Đề cử / Tác phẩm | Giải thưởng                               | Kết quả   |
| ---- | ---------------- | ----------------------------------------- | --------- |
| 2003 | "Complicated"    | Best Pop Song                             | Đoạt giải |
| 2004 | "I'm with You"   | Most Performed Song from a Motion Picture | Đoạt giải |

## Giải Best Fuse
| Năm  | Đề cử / Tác phẩm | Giải thưởng       | Kết quả |
| ---- | ---------------- | ----------------- | ------- |
| 2007 | Avril Lavigne    | Best Fuse of 2007 | Đề cử   |

## Giải Billboard Awards

### Giải Billboard Music Awards
| Năm  | Đề cử / Tác phẩm | Giải thưởng       | Kết quả |
| ---- | ---------------- | ----------------- | ------- |
| 2002 | Let Go           | Album of the Year | Đề cử   |

### Giải Japan Billboard Music Awards
| Năm  | Đề cử / Tác phẩm | Giải thưởng                                    | Kết quả   |
| ---- | ---------------- | ---------------------------------------------- | --------- |
| 2011 | "Alice"          | JAPAN BILLBOARD Adult Contemporany of the Year | Đề cử     |
| 2012 | Avril Lavigne    | JAPAN BILLBOARD Pop Artist of the Year         | Đoạt giải |
| 2012 | "What the Hell"  | JAPAN BILLBOARD Hot 100 Airplay of the Year    | Đoạt giải |

## Giải BMI Awards
| Năm  | Đề cử / Tác phẩm   | Giải thưởng        | Kết quả   |
| ---- | ------------------ | ------------------ | --------- |
| 2003 | "Complicated"      | Award-Wining Songs | Đoạt giải |
| 2004 | "Complicated"      | Award-Wining Songs | Đoạt giải |
| 2004 | "I'm with You"     | Award-Wining Songs | Đoạt giải |
| 2006 | "My Happy Ending"  | Award-Wining Songs | Đoạt giải |
| 2009 | "When You're Gone" | Award-Wining Songs | Đoạt giải |

## Giải Brasil Music Awards
| Năm  | Đề cử / Tác phẩm | Giải thưởng         | Kết quả   |
| ---- | ---------------- | ------------------- | --------- |
| 2002 | Avril Lavigne    | Breakthrough Artist | Đoạt giải |
| 2003 | Let Go           | Album of the Year   | Đoạt giải |

## Giải BRIT Awards
| Năm  | Đề cử / Tác phẩm | Giải thưởng                       | Kết quả |
| ---- | ---------------- | --------------------------------- | ------- |
| 2003 | Avril Lavigne    | International Female Solo Artist  | Đề cử   |
| 2003 | Avril Lavigne    | International Breakthrough Artist | Đề cử   |
| 2003 | Avril Lavigne    | Fan Choice Award                  | Đề cử   |
| 2005 | Avril Lavigne    | Pop Act                           | Đề cử   |
| 2005 | Avril Lavigne    | Fan Choice Award                  | Đề cử   |

## Giải Capricho Awards
| Năm  | Đề cử / Tác phẩm    | Giải thưởng                | Kết quả   |
| ---- | ------------------- | -------------------------- | --------- |
| 2007 | Avril Lavigne       | International Singer       | Đề cử     |
| 2008 | Avril Lavigne       | Most Stylish International | Đoạt giải |
| 2008 | "Girlfriend"        | Best Video at YouTube      | Đề cử     |
| 2011 | Avril Lavigne       | International Singer       | Đoạt giải |
| 2011 | Avril Lavigne       | Most Stylish International | Đoạt giải |
| 2011 | The Black Star Tour | Best Live Concert          | Đoạt giải |

## Giải CEW Beauty Awards
| Năm  | Đề cử / Tác phẩm | Giải thưởng         | Kết quả   |
| ---- | ---------------- | ------------------- | --------- |
| 2010 | "Black Star"     | Woman's Secent Mass | Đoạt giải |

## Giải ChartAttack.com
| Năm  | Đề cử / Tác phẩm | Giải thưởng                                             | Kết quả   |
| ---- | ---------------- | ------------------------------------------------------- | --------- |
| 2002 | Avril Lavigne    | The Throw Your Underwear Female - Most Sexiest Canadian | Đoạt giải |
| 2005 | Avril Lavigne    | The Throw Your Underwear Female - Most Sexiest Canadian | Đoạt giải |
| 2005 | Avril Lavigne    | Best Haircut                                            | Đoạt giải |
| 2005 | "Don't Tell Me"  | Best Breaking Mirror in a Video                         | Đoạt giải |
| 2005 | "Don't Tell Me"  | Best Video                                              | Đề cử     |
| 2005 | "Don't Tell Me"  | Most Absurd in a Video                                  | Đề cử     |
| 2007 | Avril Lavigne    | The Throw Your Underwear Female - Most Sexiest Canadian | Đoạt giải |
| 2007 | Avril Lavigne    | Best Haircut                                            | Đề cử     |
| 2007 | "Girlfriend"     | Best Song                                               | Đề cử     |
| 2007 | "Girlfriend"     | Best Video                                              | Đề cử     |
| 2007 | "Hot"            | Best Video                                              | Đề cử     |
| 2008 | Avril Lavigne    | The Throw Your Underwear Female - Most Sexiest Canadian | Đề cử     |
| 2009 | Avril Lavigne    | The Throw Your Underwear Female - Most Sexiest Canadian | Đoạt giải |
| 2009 | Avril Lavigne    | Best Haircut                                            | Đoạt giải |
| 2009 | Avril Lavigne    | Stinky Happenings In Music This Year                    | Đoạt giải |
| 2009 | Avril Lavigne    | Sweet Happenings In Music This Year                     | Đề cử     |
| 2010 | Avril Lavigne    | The Throw Your Underwear Female - Most Sexiest Canadian | Đoạt giải |
| 2010 | Avril Lavigne    | Best Haircut                                            | Đề cử     |
| 2010 | "Alice"          | Best Song                                               | Đoạt giải |

## Giải CMW Music Industry Awards
| Năm  | Đề cử / Tác phẩm | Giải thưởng                                   | Kết quả   |
| ---- | ---------------- | --------------------------------------------- | --------- |
| 2003 | Avril Lavigne    | Canadian Talent Development Story of the Year | Đoạt giải |

## Giải Comet Music Awards
| Năm  | Đề cử / Tác phẩm | Giải thưởng                            | Kết quả   |
| ---- | ---------------- | -------------------------------------- | --------- |
| 2003 | Avril Lavigne    | International Breakthrouhg of the Year | Đề cử     |
| 2004 | Avril Lavigne    | International Artist of the Year       | Đoạt giải |

## Giải Common Sense Media Award
| Năm  | Đề cử / Tác phẩm | Giải thưởng   | Kết quả   |
| ---- | ---------------- | ------------- | --------- |
| 2004 | Avril Lavigne    | Best Musician | Đoạt giải |

## Giải Danish Music Awards
| Năm  | Đề cử / Tác phẩm | Giải thưởng         | Kết quả   |
| ---- | ---------------- | ------------------- | --------- |
| 2003 | Avril Lavigne    | Breakthrough Artist | Đoạt giải |

## Giải Disney Radio Music Awards
| Năm  | Đề cử / Tác phẩm | Giải thưởng        | Kết quả   |
| ---- | ---------------- | ------------------ | --------- |
| 2003 | Avril Lavigne    | Artist of the Year | Đoạt giải |
| 2003 | Avril Lavigne    | Best Female Artist | Đoạt giải |
| 2003 | Let Go           | Album of the Year  | Đoạt giải |
| 2003 | "Complicated"    | Best Original Song | Đoạt giải |

## Giải Dome Awards
| Năm  | Đề cử / Tác phẩm | Giải thưởng      | Kết quả |
| ---- | ---------------- | ---------------- | ------- |
| 2009 | Avril Lavigne    | Best Singer 2009 | Đề cử   |

## Giải EVMA
| Năm  | Đề cử / Tác phẩm | Giải thưởng            | Kết quả |
| ---- | ---------------- | ---------------------- | ------- |
| 2011 | "Complicated"    | Video of the Decade    | Đề cử   |
| 2011 | "Smile"          | Best Alternative Video | Đề cử   |

## Giải ECHO Awards
| Năm  | Đề cử / Tác phẩm | Giải thưởng                                         | Kết quả   |
| ---- | ---------------- | --------------------------------------------------- | --------- |
| 2003 | Avril Lavigne    | Most Successful Newcomer of the Year, International | Đoạt giải |
| 2008 | Avril Lavigne    | Best Pop/Rock Artist                                | Đề cử     |

## Giải Entertainment Weekly Magazine
| Năm  | Đề cử / Tác phẩm | Giải thưởng                   | Kết quả   |
| ---- | ---------------- | ----------------------------- | --------- |
| 2002 | Let Go           | Best New Artist album of 2002 | Đoạt giải |

## Giải FiFi Awards
| Năm  | Đề cử / Tác phẩm | Giải thưởng                                       | Kết quả |
| ---- | ---------------- | ------------------------------------------------- | ------- |
| 2010 | "Black Star"     | Fragrance of the Year-Women's Popular Appeal      | Đề cử   |
| 2010 | "Black Star"     | Best Packaging of the Year-Women's Popular Appeal | Đề cử   |
| 2011 | "Forbidden Rose" | Best Fragrance of the Year-Broad Appeal           | Đề cử   |
| 2011 | "Forbidden Rose" | Best Packaging of the Year-Broad Appeal           | Đề cử   |

## Giải Galgalatz Awards
| Năm  | Đề cử / Tác phẩm | Giải thưởng        | Kết quả   |
| ---- | ---------------- | ------------------ | --------- |
| 2007 | Avril Lavigne    | Artist of the Year | Đoạt giải |

## Giải Glamour Magazine
| Năm  | Đề cử / Tác phẩm | Giải thưởng                    | Kết quả |
| ---- | ---------------- | ------------------------------ | ------- |
| 2008 | Avril Lavigne    | Best International/Solo Artist | Đề cử   |

## Giải Gold Disc Award Hong Kong
| Năm  | Đề cử / Tác phẩm    | Giải thưởng    | Kết quả   |
| ---- | ------------------- | -------------- | --------- |
| 2003 | Let Go              | Best 10 Albums | Đoạt giải |
| 2004 | Under My Skin       | Best 10 Albums | Đoạt giải |
| 2007 | The Best Damn Thing | Best 10 Albums | Đoạt giải |
| 2011 | Goodbye Lullaby     | Best 10 Albums | Đoạt giải |

## Giải Grammy Awards
| Năm  | Đề cử / Tác phẩm | Giải thưởng                        | Kết quả |
| ---- | ---------------- | ---------------------------------- | ------- |
| 2003 | Avril Lavigne    | Best New Artist                    | Đề cử   |
| 2003 | Let Go           | Best Pop Vocal Album               | Đề cử   |
| 2003 | "Complicated"    | Song of the Year                   | Đề cử   |
| 2003 | "Complicated"    | Best Female Pop Vocal Performance  | Đề cử   |
| 2003 | "Sk8er Boi"      | Best Female Rock Vocal Performance | Đề cử   |
| 2004 | "I'm with You"   | Song of the Year                   | Đề cử   |
| 2004 | "I'm with You"   | Best Female Pop Vocal Performance  | Đề cử   |
| 2004 | "Losing Grip"    | Best Female Rock Vocal Performance | Đề cử   |

## Giải IFPI Platinum Europe Awards
| Năm  | Đề cử / Tác phẩm     | Giải thưởng  | Kết quả   |
| ---- | -------------------- | ------------ | --------- |
| 2003 | Let Go               | 2 x Platinum | Đoạt giải |
| 2004 | Under My Skin        | Platinum     | Đoạt giải |
| 2007 | The Best Damn Thing' | Platinum     | Đoạt giải |

## Giải Imperio Music Awards
| Năm  | Đề cử / Tác phẩm   | Giải thưởng        | Kết quả   |
| ---- | ------------------ | ------------------ | --------- |
| 2004 | Avril Lavigne      | Artist of the Year | Đoạt giải |
| 2004 | Avril Lavigne      | Best Female Artist | Đoạt giải |
| 2004 | "My Happy Ending"  | Video of the Year  | Đoạt giải |
| 2008 | Avril Lavigne      | Artist of the Year | Đoạt giải |
| 2008 | "Girlfriend"       | Song of the Year   | Đoạt giải |
| 2008 | "Girlfriend"       | Best Pop Video     | Đoạt giải |
| 2008 | "When You're Gone" | Video of the Year  | Đoạt giải |

## Giải Ivor Novello Awards
| Năm  | Đề cử / Tác phẩm | Giải thưởng                   | Kết quả   |
| ---- | ---------------- | ----------------------------- | --------- |
| 2003 | "Complicated"    | International Hit Of The Year | Đoạt giải |

## Giải Japan Gold Disc Awards
| Năm  | Đề cử / Tác phẩm            | Giải thưởng                       | Kết quả   |
| ---- | --------------------------- | --------------------------------- | --------- |
| 2003 | Avril Lavigne               | Artist of the Year                | Đoạt giải |
| 2003 | Avril Lavigne               | New Artist of the Year            | Đoạt giải |
| 2003 | Let Go                      | Rock&Pop Album of the Year        | Đoạt giải |
| 2005 | Under My Skin               | Rock&Pop Album of the Year        | Đoạt giải |
| 2006 | Live at Budokan: Bonez Tour | Music Video Of The Year           | Đoạt giải |
| 2008 | Avril Lavigne               | Artist of the Year                | Đoạt giải |
| 2008 | The Best Damn Thing         | Album of the Year                 | Đoạt giải |
| 2008 | The Best Damn Thing         | Best 3 Albums                     | Đoạt giải |
| 2008 | "Girlfriend"                | Mastertone of the Year            | Đoạt giải |
| 2008 | "Girlfriend"                | Single Track of the Year (mobile) | Đoạt giải |
| 2012 | Goodbye Lullaby             | Best 3 Albums                     | Đoạt giải |

## Giải Juno Awards
| Năm  | Đề cử / Tác phẩm                       | Giải thưởng            | Kết quả   |
| ---- | -------------------------------------- | ---------------------- | --------- |
| 2003 | Avril Lavigne                          | New Artist of the Year | Đoạt giải |
| 2003 | Avril Lavigne                          | Songwriter of the Year | Đề cử     |
| 2003 | Avril Lavigne                          | Juno Fan Choice Award  | Đề cử     |
| 2003 | Let Go                                 | Album of the Year      | Đoạt giải |
| 2003 | Let Go                                 | Pop Album of the Year  | Đoạt giải |
| 2003 | "Complicated"                          | Single of the Year     | Đoạt giải |
| 2004 | Avril Lavigne                          | Juno Fan Choice Award  | Đề cử     |
| 2004 | My World                               | Music DVD of the Year  | Đề cử     |
| 2005 | Avril Lavigne                          | Artist of the Year     | Đoạt giải |
| 2005 | Avril Lavigne                          | Songwriter of the Year | Đề cử     |
| 2005 | Avril Lavigne                          | Juno Fan Choice Award  | Đoạt giải |
| 2005 | Under My Skin                          | Album of the Year      | Đề cử     |
| 2005 | Under My Skin                          | Pop Album of the Year  | Đoạt giải |
| 2008 | Avril Lavigne                          | Artist of the Year     | Đề cử     |
| 2008 | Avril Lavigne                          | Songwriter of the Year | Đề cử     |
| 2008 | Avril Lavigne                          | Juno Fan Choice Award  | Đề cử     |
| 2008 | The Best Damn Thing                    | Album of the Year      | Đề cử     |
| 2008 | "Girlfriend"                           | Single of the Year     | Đề cử     |
| 2011 | "Young Artists for Haiti: Waving Flag" | Single of the Year     | Đoạt giải |
| 2012 | Avril Lavigne                          | Juno Fan Choice Award  | Đề cử     |
| 2012 | Goodbye Lullaby                        | Album of the Year      | Đề cử     |
| 2012 | Goodbye Lullaby                        | Pop Album of the Year  | Đề cử     |

## Giải MTV Award

### Giải Los Premios MTV Latinoamérica
| Năm  | Đề cử / Tác phẩm | Giải thưởng                     | Kết quả   |
| ---- | ---------------- | ------------------------------- | --------- |
| 2002 | Avril Lavigne    | Best New Artist — International | Đoạt giải |
| 2002 | Avril Lavigne    | Best Pop Artist — International | Đề cử     |
| 2003 | Avril Lavigne    | Best Pop Artist — International | Đoạt giải |
| 2004 | Avril Lavigne    | Best Pop Artist — International | Đoạt giải |
| 2007 | Avril Lavigne    | Best Pop Artist — International | Đoạt giải |
| 2007 | "Girlfriend"     | Song of the Year                | Đoạt giải |

### Giải MTV Asia Awards
| Năm  | Đề cử / Tác phẩm   | Giải thưởng                           | Kết quả   |
| ---- | ------------------ | ------------------------------------- | --------- |
| 2003 | Avril Lavigne      | Style Award                           | Đoạt giải |
| 2003 | Avril Lavigne      | Favorite Female Artist                | Đoạt giải |
| 2003 | Avril Lavigne      | Favorite Breakthrough Artist          | Đoạt giải |
| 2005 | Avril Lavigne      | Favorite Female Artist                | Đoạt giải |
| 2008 | Avril Lavigne      | Favorite International Artist in Asia | Đề cử     |
| 2008 | "Girlfriend remix" | Best Hook-up                          | Đề cử     |

### Giải MTV Europe Music Awards
| Năm  | Đề cử / Tác phẩm    | Giải thưởng         | Kết quả   |
| ---- | ------------------- | ------------------- | --------- |
| 2002 | Avril Lavigne       | Best New Act        | Đề cử     |
| 2004 | Avril Lavigne       | Best Female         | Đề cử     |
| 2004 | Avril Lavigne       | Best Pop            | Đề cử     |
| 2007 | Avril Lavigne       | Best Solo           | Đoạt giải |
| 2007 | The Best Damn Thing | Best Album          | Đề cử     |
| 2007 | "Girlfriend"        | Most Adictive Track | Đoạt giải |

### Giải MTV Fan Music Awards
| Năm  | Đề cử / Tác phẩm | Giải thưởng          | Kết quả   |
| ---- | ---------------- | -------------------- | --------- |
| 2011 | Avril Lavigne    | Best American Artist | Đề cử     |
| 2011 | Avril Lavigne    | Best Fashion         | Đề cử     |
| 2011 | Goodbye Lullaby  | Album of the Year    | Đề cử     |
| 2011 | "What the Hell"  | Song of the Year     | Đoạt giải |
| 2011 | "Alice"          | Best Movie Song      | Đoạt giải |

### Giải MTV Russia Music Awards
| Năm  | Đề cử / Tác phẩm | Giải thưởng            | Kết quả   |
| ---- | ---------------- | ---------------------- | --------- |
| 2007 | Avril Lavigne    | Best International Act | Đoạt giải |

### Giải MTV Total Request Live Awards
| Năm  | Đề cử / Tác phẩm | Giải thưởng                 | Kết quả   |
| ---- | ---------------- | --------------------------- | --------- |
| 2003 | Avril Lavigne    | First Lady                  | Đề cử     |
| 2006 | Avril Lavigne    | First Lady                  | Đoạt giải |
| 2008 | Avril Lavigne    | First Lady                  | Đoạt giải |
| 2008 | "Girlfriend"     | Best Number One of the Year | Đề cử     |
| 2010 | Avril Lavigne    | Best International Act      | Đề cử     |
| 2010 | "Alice"          | My TRL Best Video           | Đề cử     |
| 2011 | Avril Lavigne    | Wonder Woman Award          | Đề cử     |
| 2011 | Avril Lavigne    | Best Look                   | Đoạt giải |
| 2012 | Avril Lavigne    | Best Fans                   | Đề cử     |
| 2012 | Avril Lavigne    | Best Look                   | Đề cử     |

### Giải MTV Video Music Awards
| Năm  | Đề cử / Tác phẩm | Giải thưởng                | Kết quả   |
| ---- | ---------------- | -------------------------- | --------- |
| 2002 | "Complicated"    | Best New Artist            | Đoạt giải |
| 2003 | "Sk8er Boi"      | Best Pop Video             | Đề cử     |
| 2003 | "I'm With You"   | Best Female Video          | Đề cử     |
| 2004 | "Don't Tell Me"  | Best Pop Video             | Đề cử     |
| 2007 | "Girlfriend"     | Monster Single of the Year | Đề cử     |

### Giải MTV Video Music Awards Japan
| Năm  | Đề cử / Tác phẩm    | Giải thưởng            | Kết quả   |
| ---- | ------------------- | ---------------------- | --------- |
| 2003 | Let Go              | Album of the Year      | Đề cử     |
| 2003 | "Complicated"       | Video of the Year      | Đề cử     |
| 2003 | "Complicated"       | Best Female Video      | Đề cử     |
| 2003 | "Complicated"       | Best New Artist        | Đoạt giải |
| 2005 | "My Happy Ending"   | Best Female Video      | Đề cử     |
| 2008 | The Best Damn Thing | Album of the Year      | Đề cử     |
| 2008 | "Girlfriend"        | Best Pop Video         | Đoạt giải |
| 2008 | "Girlfriend"        | Best Karaokee! Song    | Đề cử     |
| 2011 | "Alice"             | Best Karaokee! Song    | Đề cử     |
| 2011 | "Alice"             | Best Video From a Film | Đoạt giải |

### Giải MTV Video Music Brazil
| Năm  | Đề cử / Tác phẩm | Giải thưởng              | Kết quả |
| ---- | ---------------- | ------------------------ | ------- |
| 2003 | "Complicated"    | Best International Video | Đề cử   |
| 2004 | "Don't Tell Me"  | Best International Video | Đề cử   |
| 2005 | "He Wasn't"      | Best International Video | Đề cử   |

### Giải Pop Ladies MTV Germany
| Năm  | Đề cử / Tác phẩm | Giải thưởng      | Kết quả |
| ---- | ---------------- | ---------------- | ------- |
| 2007 | Avril Lavigne    | Pop Lady of 2007 | Đề cử   |

### Giải MTVLAs
| Năm  | Đề cử / Tác phẩm | Giải thưởng         | Kết quả      |
| ---- | ---------------- | ------------------- | ------------ |
| 2011 | Avril Lavigne    | Battle of the Bands | Đoạt giải    |
| 2012 | Avril Lavigne    | Olympic of the Fans | Chưa công bố |

## Giải Meteor Awards
| Năm  | Đề cử / Tác phẩm | Giải thưởng               | Kết quả   |
| ---- | ---------------- | ------------------------- | --------- |
| 2003 | Avril Lavigne    | Best International Female | Đoạt giải |
| 2005 | Avril Lavigne    | Best International Female | Đoạt giải |
| 2008 | Avril Lavigne    | Best International Female | Đoạt giải |

## Giải MuchMusic Video Awards
| Năm  | Đề cử / Tác phẩm   | Giải thưởng                               | Kết quả   |
| ---- | ------------------ | ----------------------------------------- | --------- |
| 2003 | "Sk8er Boi"        | Best international video by a Canadian    | Đoạt giải |
| 2003 | "Sk8er Boi"        | People's Choice Favorite Canadian Artist  | Đoạt giải |
| 2004 | "Don't Tell Me"    | Best international video by a Canadian    | Đoạt giải |
| 2004 | "Don't Tell Me"    | People's Choice Favorite Canadian Artist  | Đoạt giải |
| 2007 | "Girlfriend"       | Best international video by a Canadian    | Đoạt giải |
| 2007 | "Girlfriend"       | People's Choice Favorite Canadian Artist  | Đoạt giải |
| 2008 | "Girlfriend"       | MuchMusic.com Most Watched Video          | Đề cử     |
| 2008 | "When You're Gone" | People's Choice Favorite Canadian Artist  | Đoạt giải |
| 2010 | "Alice"            | Peoples Choice: Favourite Canadian Video  | Đề cử     |
| 2010 | "Alice"            | Best international video by a Canadian    | Đề cử     |
| 2011 | "What the Hell"    | Best International Video By A Canadian    | Đề cử     |
| 2011 | "What the Hell"    | UR Fave Canadian Artist - People's Choice | Đề cử     |
| 2012 | "Smile"            | Best International Video By A Canadian    | Đề cử     |

## Giải MYX Music Awards
| Năm  | Đề cử / Tác phẩm | Giải thưởng                        | Kết quả |
| ---- | ---------------- | ---------------------------------- | ------- |
| 2008 | "Girlfriend"     | Favorite International Music Video | Đề cử   |

## Giải Nickelodeon Kids' Choice Awards

### Giải American Nickelodeon Kids' Choice Awards
| Năm  | Đề cử / Tác phẩm | Giải thưởng            | Kết quả   |
| ---- | ---------------- | ---------------------- | --------- |
| 2003 | "Sk8er Boi"      | Favorite Song          | Đoạt giải |
| 2004 | Avril Lavigne    | Favorite Female Singer | Đoạt giải |
| 2005 | Avril Lavigne    | Favorite Female Singer | Đoạt giải |
| 2008 | "Girlfriend"     | Favorite Song          | Đoạt giải |

### Giải ITA Nickelodeon Kids' Choice Awards
| Năm  | Đề cử / Tác phẩm | Giải thưởng                    | Kết quả   |
| ---- | ---------------- | ------------------------------ | --------- |
| 2007 | Avril Lavigne    | Best International Artist/Band | Đoạt giải |
| 2008 | Avril Lavigne    | Favorite Female Singer         | Đoạt giải |
| 2009 | Avril Lavigne    | Favorite Female Singer         | Đoạt giải |

### Giải Meus Prêmios Nick
| Năm  | Đề cử / Tác phẩm | Giải thưởng                   | Kết quả   |
| ---- | ---------------- | ----------------------------- | --------- |
| 2005 | Avril Lavigne    | Favorite International Artist | Đoạt giải |

### Giải Nickelodeon Kids' Choice Awards Mexico
| Năm  | Đề cử / Tác phẩm | Giải thưởng   | Kết quả |
| ---- | ---------------- | ------------- | ------- |
| 2010 | "Alice"          | Favorite Song | Đề cử   |

### Giải UK Nickelodeon Kids' Choice Awards
| Năm  | Đề cử / Tác phẩm | Giải thưởng            | Kết quả   |
| ---- | ---------------- | ---------------------- | --------- |
| 2007 | Avril Lavigne    | Favorite Female Singer | Đoạt giải |
| 2007 | "Girlfriend"     | Best Music Video       | Đoạt giải |

## Giải NME Carling Awards
| Năm  | Đề cử / Tác phẩm | Giải thưởng               | Kết quả   |
| ---- | ---------------- | ------------------------- | --------- |
| 2003 | Avril Lavigne    | Best International Artist | Đề cử     |
| 2003 | Avril Lavigne    | Most Sexy Woman           | Đoạt giải |

## Giải NRJ Music Awards
| Năm  | Đề cử / Tác phẩm | Giải thưởng                          | Kết quả   |
| ---- | ---------------- | ------------------------------------ | --------- |
| 2004 | Avril Lavigne    | International New Artist of the Year | Đề cử     |
| 2005 | Avril Lavigne    | Best International Female Artist     | Đoạt giải |
| 2008 | Avril Lavigne    | Best International Female Artist     | Đoạt giải |

## Giải Oye Awards
| Năm  | Đề cử / Tác phẩm    | Giải thưởng              | Kết quả   |
| ---- | ------------------- | ------------------------ | --------- |
| 2003 | Let Go              | Best International Album | Đoạt giải |
| 2003 | Let Go              | Breakthrough of the Year | Đoạt giải |
| 2004 | Under My Skin       | Best International Album | Đoạt giải |
| 2007 | The Best Damn Thing | Best International Album | Đề cử     |
| 2007 | "Girlfriend"        | Best International Song  | Đề cử     |

## Giải People's Choice Awards
| Năm  | Đề cử / Tác phẩm | Giải thưởng        | Kết quả |
| ---- | ---------------- | ------------------ | ------- |
| 2005 | Avril Lavigne    | Best Female Artist | Đề cử   |

## Giải Planeta Awards
| Năm  | Đề cử / Tác phẩm   | Giải thưởng                  | Kết quả   |
| ---- | ------------------ | ---------------------------- | --------- |
| 2007 | "Girlfriend"       | Best Solo of The Year        | Đoạt giải |
| 2007 | "When You're Gone" | Best Balad                   | Đoạt giải |
| 2007 | "When You're Gone" | Best Pop Vocal Performance   | Đề cử     |
| 2007 | "Girlfriend remix" | Hip Hop/Pop Song of the Year | Đề cử     |

## Giải Popstars Awards
| Năm  | Đề cử / Tác phẩm | Giải thưởng        | Kết quả |
| ---- | ---------------- | ------------------ | ------- |
| 2008 | Avril Lavigne    | Best Female Artist | Đề cử   |
| 2008 | "Girlfriend"     | Best Video         | Đề cử   |

## Giải PortalMix.com
| Năm  | Đề cử / Tác phẩm    | Giải thưởng                     | Kết quả   |
| ---- | ------------------- | ------------------------------- | --------- |
| 2007 | The Best Damn Thing | International Album of the Year | Đoạt giải |

## Giải Radio Music Awards

### Giải Canadian Radio Music Awards
| Năm  | Đề cử / Tác phẩm | Giải thưởng                          | Kết quả   |
| ---- | ---------------- | ------------------------------------ | --------- |
| 2003 | "Losing Grip"    | Best New Rock/Alternative Solo       | Đoạt giải |
| 2003 | "Complicated"    | Best New CHR Solo                    | Đoạt giải |
| 2003 | "Complicated"    | Best New Solo Mainstream AC / Hot AC | Đoạt giải |
| 2003 | Avril Lavigne    | Chart Topper Award                   | Đề cử     |
| 2003 | Avril Lavigne    | Fan Choice Award                     | Đề cử     |
| 2004 | Avril Lavigne    | Fan Choice Award                     | Đoạt giải |
| 2005 | Avril Lavigne    | Fan Choice Award                     | Đoạt giải |
| 2008 | Avril Lavigne    | Fan Choice Award                     | Đoạt giải |

### Giải US Radio Music Awards
| Năm  | Đề cử / Tác phẩm | Giải thưởng                                        | Kết quả   |
| ---- | ---------------- | -------------------------------------------------- | --------- |
| 2003 | "Complicated"    | Song of the Year (Modern Adult Contemporary Radio) | Đoạt giải |
| 2005 | Avril Lavigne    | Artist of the Year                                 | Đoạt giải |

## Giải Radio HongKong international pop music Awards
| Năm  | Đề cử / Tác phẩm | Giải thưởng                    | Kết quả   |
| ---- | ---------------- | ------------------------------ | --------- |
| 2003 | "Complicated"    | International Song of the Year | Đoạt giải |
| 2003 | "Complicated"    | Most Popular Song              | Đoạt giải |
| 2003 | Let Go           | Best Selling English Album     | Đoạt giải |
| 2003 | Avril Lavigne    | Most Popular Female Singer     | Đoạt giải |
| 2003 | Avril Lavigne    | Most Popular New Artist        | Đoạt giải |

## Giải Rolling Stone Magazine
| Năm  | Đề cử / Tác phẩm | Giải thưởng             | Kết quả   |
| ---- | ---------------- | ----------------------- | --------- |
| 2002 | Avril Lavigne    | Influential Man of Year | Đoạt giải |

## Giải Satellite Award
| Năm  | Đề cử / Tác phẩm | Giải thưởng        | Kết quả |
| ---- | ---------------- | ------------------ | ------- |
| 2010 | "Alice"          | Best Original Song | Đề cử   |

## Giải Socan Awards
| Năm  | Đề cử / Tác phẩm   | Giải thưởng   | Kết quả   |
| ---- | ------------------ | ------------- | --------- |
| 2003 | "Complicated"      | Best Pop Song | Đoạt giải |
| 2003 | "I'm with You"     | Best Pop Song | Đoạt giải |
| 2003 | "Sk8er Boi"        | Best Pop Song | Đoạt giải |
| 2005 | "Don't Tell Me"    | Best Pop Song | Đoạt giải |
| 2005 | "My Happy Ending"  | Best Pop Song | Đoạt giải |
| 2005 | "Nobody's Home"    | Best Pop Song | Đoạt giải |
| 2008 | "Keep Holding On"  | Best Pop Song | Đoạt giải |
| 2008 | "When You're Gone" | Best Pop Song | Đoạt giải |
| 2008 | "Girlfriend"       | Best Pop Song | Đoạt giải |

## Giải Spike Guys Choice Awards
| Năm  | Đề cử / Tác phẩm | Giải thưởng   | Kết quả |
| ---- | ---------------- | ------------- | ------- |
| 2008 | Avril Lavigne    | Sexiest Siren | Đề cử   |

## Giải Teen Choice Awards
| Năm  | Đề cử / Tác phẩm | Giải thưởng                | Kết quả   |
| ---- | ---------------- | -------------------------- | --------- |
| 2003 | Avril Lavigne    | Choice Female Fashion Icon | Đoạt giải |
| 2003 | "I'm With You"   | Choice Love Song           | Đoạt giải |
| 2003 | "Sk8er Boi"      | Choice Music Single        | Đoạt giải |
| 2003 | "Let Go"         | Choice Music Album         | Đề cử     |
| 2007 | "Girlfriend"     | Choice Music Single        | Đoạt giải |
| 2007 | Avril Lavigne    | Choice Female Singer       | Đoạt giải |
| 2007 | Avril Lavigne    | Choice Summer Artist       | Đề cử     |

## Giải TMF Awards
| Năm  | Đề cử / Tác phẩm    | Giải thưởng                | Kết quả   |
| ---- | ------------------- | -------------------------- | --------- |
| 2003 | "Complicated"       | Best Video: International  | Đoạt giải |
| 2003 | Avril Lavigne       | Best Rock: International   | Đoạt giải |
| 2007 | Avril Lavigne       | Best Female: International | Đề cử     |
| 2007 | Avril Lavigne       | Best Rock: International   | Đề cử     |
| 2007 | Avril Lavigne       | Best Pop: International    | Đề cử     |
| 2007 | Avril Lavigne       | Best Live: International   | Đề cử     |
| 2007 | "Girlfriend"        | Best Video: International  | Đề cử     |
| 2007 | The Best Damn Thing | Best Album: International  | Đề cử     |
| 2008 | Avril Lavigne       | Best Female: International | Đề cử     |
| 2008 | Avril Lavigne       | Best Pop: International    | Đề cử     |

## Giải VH1 Awards
| Năm  | Đề cử / Tác phẩm | Giải thưởng                                            | Kết quả   |
| ---- | ---------------- | ------------------------------------------------------ | --------- |
| 2003 | Avril Lavigne    | Best Female Singer                                     | Đề cử     |
| 2011 | Complicated      | Top 100 Greatest Songs                                 | Đoạt giải |
| 2011 | Avril Lavigne    | Top 100 Greatest Female Artists                        | Đoạt giải |
| 2011 | Avril Lavigne    | Top 50 Greatest Female Artists since Music Video times | Đoạt giải |

## Giải Virgin Media Music Awards
| Năm  | Đề cử / Tác phẩm | Giải thưởng                      | Kết quả   |
| ---- | ---------------- | -------------------------------- | --------- |
| 2007 | Avril Lavigne    | Best International Act           | Đoạt giải |
| 2007 | Avril Lavigne    | Best International Female Artist | Đề cử     |
| 2007 | "Girlfriend"     | Best Track                       | Đề cử     |

## Giải VEVOCertified Awards
Giải VEVOCertified Awards là giải thưởng đành cho các video âm nhạc đạt mốc 100 triệu lượt xem trên  YouTube.
Bản mẫu:End table

## Giải World Music Awards
| Năm                  | Đề cử / Tác phẩm  | Giải thưởng       | Kết quả   |
| -------------------- | ----------------- | ----------------- | --------- |
| 2008                 | "Girlfriend"      | 100.000.000 Views | Đoạt giải |
| 2012                 |                   |                   |           |
| "What the Hell"      | 100.000.000 Views | Đoạt giải         |           |
| "When You're Gone"   | 100.000.000 Views | Đoạt giải         |           |
| "Wish You Were Here" | 100.000.000 Views | Đoạt giải         |           |

| Năm  | Đề cử / Tác phẩm | Giải thưởng                                               | Kết quả   |
| ---- | ---------------- | --------------------------------------------------------- | --------- |
| 2002 | Avril Lavigne    | World's Best selling Canadian Pop/Rock Artist of the Year | Đoạt giải |
| 2003 | Avril Lavigne    | World's Best selling Canadian Pop/Rock Artist of the Year | Đoạt giải |
| 2004 | Avril Lavigne    | World's Best Selling Pop/Rock Female Artist               | Đoạt giải |
| 2004 | Avril Lavigne    | World's Best Selling Canadian Artist                      | Đoạt giải |
| 2007 | Avril Lavigne    | World's Best Selling Pop/Rock Female Artist               | Đoạt giải |
| 2007 | Avril Lavigne    | World's Best Selling Canadian Artist                      | Đoạt giải |

## Giải Young People Awards
| Năm  | Đề cử / Tác phẩm | Giải thưởng        | Kết quả   |
| ---- | ---------------- | ------------------ | --------- |
| 2012 | Avril Lavigne    | Artist of the Year | Đoạt giải |
| 2012 | Avril Lavigne    | Best Push Artist   | Đề cử     |